# 托马斯·海尔曼
托马斯·海尔曼（英語：Thomas Heilman，2007年2月7日—），生于弗吉尼亚州，美国男子游泳运动员，主攻蝶泳、自由泳和混合泳，2023年世界游泳锦标赛男子4×100米混合泳接力金牌得主。